# Görwihl
Görwihl település Németországban, azon belül Baden-Württembergben. Lakosainak száma 4148 fő (2023. december 31.).

## Népesség
A település népessége az elmúlt években az alábbi módon változott:
| Lakosok száma | 3491 | 3912 | 4052 | 3915 | 3920 | 4649 | 4532 | 4477 | 4214 | 4148 |
|               | 1961 | 1967 | 1974 | 1980 | 1987 | 1993 | 2000 | 2006 | 2013 | 2023 |